# Csavarkulcs

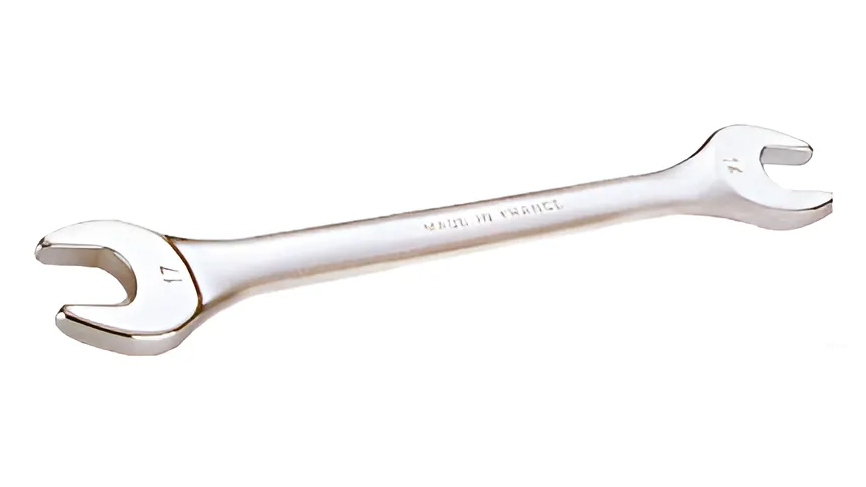
Villáskulcs

A csavarkulcs olyan szerszám, amely bizonyos fejformájú csavarok és anyák („hajtásprofilok”) meghúzására vagy meglazítására szolgál. A csavarkulcsokat a csavarfej vagy az anya oldalsó felületére (a csavarfej oldalára) helyezik be, a nyél sugárirányban áll ki, ellentétben a csavarhúzókkal, amelyek a meghajtóprofilt az elülső oldalon fogják meg, és amelyek nyele tengelyirányban áll ki. Azonban például a dugókulcsokat és a csöves dugókulcsokat is általában a kulcsok közé sorolják, bár a fogantyújuk (csatlakozásuk) tengelyirányban van elhelyezve.
A villáskulcs méretét a lapok közötti távolság jellemzi. Egy 17-es lapszélességű metrikus villáskulcsnál a két párhuzamos „pofa” (elméletileg) 17 mm távolságra van egymástól. A síkok közötti távolság számmal van jelölve a kulcs megfelelő oldalán.
A jobb minőségű csavarkulcsok jellemzően króm-vanádium ötvözött szerszámacélból készülnek, és gyakran kovácsolják őket. A korróziónak való ellenállás és a könnyű tisztíthatóság érdekében gyakran krómozzák őket.
A leggyakoribb típus a villáskulcs. Használható hatszögletű vagy négyszögletes csavarfejek, anyák vagy speciális kötőelemek elforgatására, amelyeknek csak két párhuzamos lapja van. A kulcspofák általában 15°-os szöget zárnak be a szerszám tengelyéhez képest, hogy megkönnyítsék a használatát a szűk munkaterületeken. A 75°-os szög is gyakori. A kulcs pofanyílásának mérete a szerszámra van bélyegezve.
A legtöbb villáskulcs két különböző méretű, mindkét végén egy-egy.

## Csavarkulcsok fajtái
- villáskulcs
- csillag-villáskulcs vagy gyűrűs-villáskulcs (kombinált kulcs)
- csőkulcs
- dugókulcs
- racsnis kulcs
- állítható csavarkulcs

## Fordítás
- Ez a szócikk részben vagy egészben  a   Wrench című angol Wikipédia-szócikk fordításán alapul.  Az eredeti cikk szerkesztőit annak laptörténete sorolja fel. Ez a jelzés csupán a megfogalmazás eredetét és a szerzői jogokat jelzi, nem szolgál a cikkben szereplő információk forrásmegjelöléseként.
- Ez a szócikk részben vagy egészben  a   Schraubenschlüssel című német Wikipédia-szócikk fordításán alapul.  Az eredeti cikk szerkesztőit annak laptörténete sorolja fel. Ez a jelzés csupán a megfogalmazás eredetét és a szerzői jogokat jelzi, nem szolgál a cikkben szereplő információk forrásmegjelöléseként.